# Punta del Moscarter
La punta del Moscarter (popularment des Moscarter) és un cap de la costa d'Eivissa que constitueix el punt més septentrional de l'illa. Està situat un quilòmetre al nord de Portinatx, a Sant Joan de Labritja, i s'hi alça un far, el far del Moscarter (fr), a 41 msnm. Davant la punta es troba un escull, l'escull del Moscarter.